# Саукас
Са́укас (устар. Саукен; латыш. Saukas ezers; Са́укэзерс, латыш. Saukezers) — проточное эвтрофное озеро в Саукской волости Виеситского края Латвии. Относится к бассейну Лиелупе.
Располагается в 11 км к юго-западу от города Виесите, на юге Селийского всхолмления Аугшземской возвышенности. Уровень уреза воды находится на высоте 78,5 м над уровнем моря. Акватория прямоугольной формы, вытянута в субширотном направлении на 6,2 км, шириной — до 1,5 км. Площадь водной поверхности — 7,71 км² (по другим данным — 7,5 км² или 7,18 км²). Средняя глубина составляет 5,1 м, наибольшая — 9,5 м. Береговая линия слабо изрезана, протяжённость — 14,8 км. С северо-восточной стороны впадает река Клауце. Площадь водосборного бассейна озера — 77 км². Из западной оконечности озера вытекает река Дуньупе, впадающая в Диенвидсусею — правый приток Мемеле.